# Андріївська сільська рада (Покровський район)
| Андріївська сільська рада — орган місцевого самоврядування у Покровському районі Дніпропетровської області з адміністративним центром у с. Андріївка. Сільській раді були підпорядковані населені пункти: - с. Андріївка - с. Братське - с. Вільне - с. Герасимівка - с. Христофорівка - с. Нечаївка - с. Остапівське - с. Піщане - с. Радісне |

## Склад ради
Рада складалася з 16 депутатів та голови.

## Керівний склад сільської ради
| ПІБ                  | Основні відомості                                                         | Дата обрання | Дата звільнення |
| -------------------- | ------------------------------------------------------------------------- | ------------ | --------------- |
| Кримова Ольга Яківна | Сільський голова, 1969 року народження, освіта, член народної партії      | 26.03.2006   | 31.10.2010      |
| Кримова Ольга Яківна | Сільський голова, 1969 року народження, освіта вища, член народної партії | 31.10.2010   |                 |

Примітка: таблиця складена за даними джерела